# حاسوب أساسي

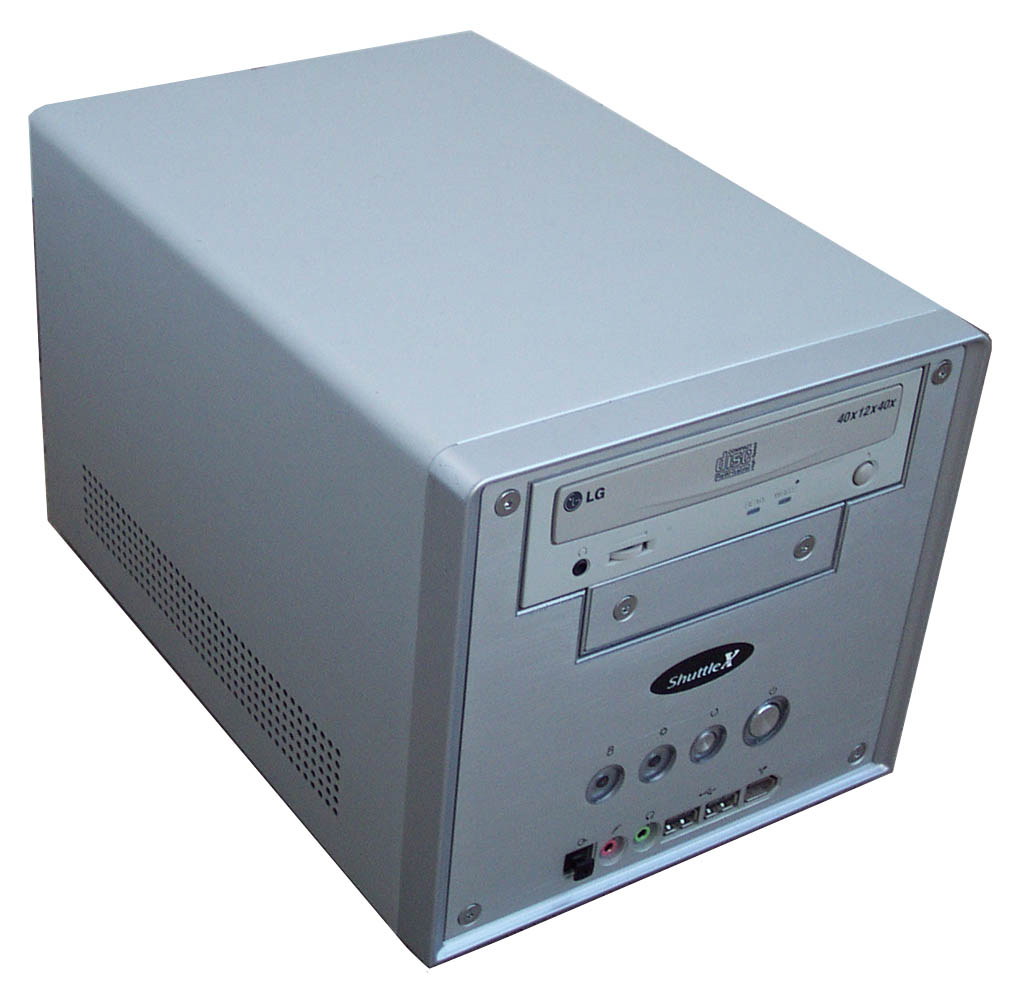
Shuttle SN41G2 (تصميم غير قياسي). تحتوي هذه السلسلة بشكل نموذجي على لوحة أم ذات حجم مخصص ومصدر طاقة بينما يجب أن يتم شراء وحدة المعالجة المركزية والذاكرة والأقراص (يمكن تركيب محركي أقراص ثابتة (HDD)) بشكل منفصل. وعادة ما يتم إضافة الجرافيك عبر بطاقة التوسعة منفذ الملحقات الإضافية السريع (تدعم العرض المزودج) لكن يمكن الوصول إلى بطاقات رسومات المعالج إذا كان موجودًا. وقد تطور تبريد المعالج من الاعتماد على المبرد الذي يباع مع وحدة المعالجة المركزية (CPU) حتى تم توفير مشتت حراري كالمستخدم في أجهزة الكمبيوتر المحمول تم تخصيصه مؤخرًا بدرجة كبيرة ;lt;ref>Shuttle mini PC page

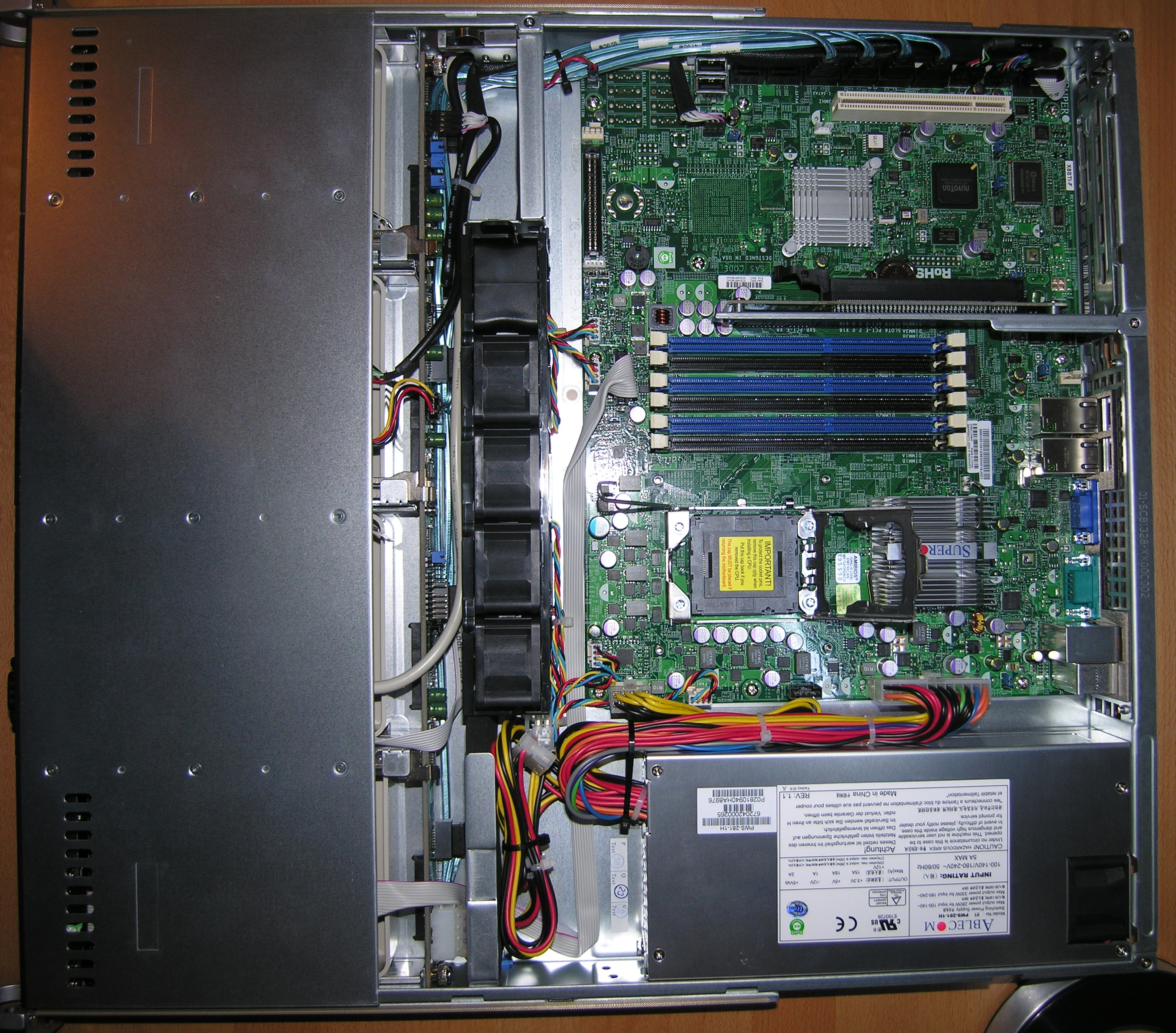
الخادم Supermicro 5016T-MTFB (أحادي الوحدة). تكون فتحات الذاكرة ووحدة المعالجة المركزية فارغة؛ وتحتوي أيضًا على مروحة نموذجية (عليا) يمكن تغييرها بمروحة عملية إذا تطلب الأمر. بينما يتم تركيب كابلات SATA الزرقاء لمحركات الأقراص الثابتة (الحافة العليا)، ولا يتم تضمين محركات الأقراص الثابتة نفسها. وتكون فتحة PCI-Express المتاحة (قاعدة البطاقة الإضافية في الوسط) فارغة أيضًا. ويشمل اللوحة الأم وذاكرة قراءة القرص المضغوط (CD-ROM) ومصدر الطاقة (بالأسفل). ولا تزال فتحات PCI القديمة موجودة في اللوحة الأم لكن يلزم وجود قاعدة بطاقة إضافية تباع بشكل منفصل حتى يمكن الوصول إليه.

الحاسوب الأساسي (barebone computer) هو منصة يتم تجميعها جزئيًا أو مجموعة غير مجمعة من أجزاء الكمبيوتر مما يسمح بمزيد من التخصيص، كما أنه أقل تكلفة من أنظمة الحاسوب التي يتم بيعها بالتجزئة  وهي متاحة لأجهزة الحاسوب المكتبي والحاسوب الدفتري (انظر الحاسب المحمول الأساسي) ولأغراض الخوادم، ويوجد تقريبًا في أي تصميم. ويمكن لجهات التصنيع إنتاج أنظمة تتميز بتصميم مخصص غير قياسي، حيث إن النظام يباع كوحدة مسبقة الإنشاء مع اللوحة الأم ومصدر الطاقة بالفعل.

## المكونات
الحاسوب الأساسي يدوي التجميع عادة ما يكون أقل كلفة من شرائه كحاسوب سابق التجهيز من بائع التجزئة، ومن الممكن أن يوفر الوقت والعمل مقارنة بإنشاء جهاز من نقطة الصفر. ويحتوي النظام المكتبي للحاسوب الأساسي المثالي على حاوية الحاسوب (أو برج) ( computer case )، مزود بلوحة أم مجهزة مسبقًا (motherboard) ومصدر طاقة (power supply) وغالبًا ملحقات التبريد ومحرك أقراص وإمكانية وضع بطاقة قارئ الوسائط المتعددة (صوت وصورة). والمشتري لهذه المنصة يتعين عليه تزويدها بوحدة معالجة مركزية ( CPU) وذاكرة الوصول العشوائي ( RAM) ومحرك أقراص ثابتة (hard drive) (مالم تكن هذه المكونات موجودة بالفعل) وأدوات مخارج/مداخل إضافية طبقًا للحاجة إليها. وغالبا ما يتضمن ذلك تركيب معالج رسومات مطور ( graphics processor ) إذا أُعتبر أن المعالج المركب في اللوحة الأم غير كافي (أو غير موجود). ويمكن إضافة بطاقة الصوت أو مهايئ الشبكة(بطاقة الشبكة) لكن ذلك أقل شيوعًا حيث إن اللوحة الأم الحديثة غالبًا ما تحتوي بالفعل على حلول جيدة كافية.
الوحدات الملحقة مثل لوحة المفاتيح والماوس (الفأرة) والشاشة غالبا ما يجب الحصول عليها بشكل منفصل. وقد تحتوي أجهزة الحاسوب الأساسي على وحدة معالجة مركزية أو ذاكرة الوصول العشوائي، ولكن نادرا ما تحتوي على وسائط تخزين كبيرة السعة (محرك أقراص ثابتة) أو نظام تشغيل أو أي برامج أخرى. في بعض الأحيان تباع أجهزة الحاسوب الشخصية بكل ما يتضمنه الحاسوب الشخصي المكتبي باستثناء أنظمة تشغيل مايكروسوفت ويندوز كأجهزة حاسوب أساسية، لكن قد تحتوي على برمجيات حرة مثل نظام التشغيل لينكس. ومن الممكن أيضًا أن يُعاد تقديم أجهزة الحاسوب المجددة والمستخدمة كأجهزة حاسوب باربون، حيث إن العديد من أجهزة الكمبيوتر المعادة للتجديد قد تكون بها أجزاء مفقودة أو مدمرة أو بالية مثل محرك الأقراص الثابتة والوحدات الملحقة.

## حدود التحديث
قد تكون إمكانية الترقية المستقبلية لأي نظام أساسي محدودة، خاصة من ناحية مكونات اللوحة الأم، التي لا يوجد بها مساحات كافية لمزيد من وحدات الإدخال والإخراج وعدد فتحات أقل لبطاقات الذاكرة وبطاقات PCI وقد لا تكون اللوحة الأم متسقة مع المعالجات والذاكرة السريعة التي كانت أصلية وتباع مع الأنظمة الأساسية. وقد تكون أنظمة الحاسوب أيضًا محدودة بالنسبة لمعالج طاقة التصميم الحرارية (TDP) وغير قادرة على دعم وحدات المعالجة المركزية التي تلائم القابس بطريقة مختلفة.

## جهات التصنيع
الشركات التالية هي الشركات الحالية المصنعة لأجهزة الحاسوب الأساسية:
- شركة أسوستك كمبيوتر[4]
- بايوستار
- شركة جيجابايت تكنولوجي المحدودة[5]
- مايكرو ستار انترناشيونال (MSI)
- شركة شتل المحدودة
- سيستيماكس/تايجر دايركت
- سوبرمايكرو (خدمات)
- زوتاك.

هذه القائمة ليست ثابتة أو حصرية.

## وصلات خارجية
- AMD-based small form factor barebone systems which have been tested by AMD's validation labs
- Some of the Intel based barebone systems available[وصلة مكسورة]